# Valentina Acca
Pour les articles homonymes, voir Acca.
Valentina Acca, née le 4 octobre 1980 à Naples (Italie), est une actrice italienne.

## Biographie
Valentina Acca partage son activité entre le cinéma, le théâtre et la télévision. Sa formation s'est déroulée en Italie et à l'étranger, combinant l'étude du théâtre avec une passion pour la musique et le chant.
Elle est la co-vedette du film Pericle il nero (2016) de Stefano Mordini présenté au Festival de Cannes en 2016. Elle est l'une des interprètes de la série télévisée L'Amie prodigieuse de HBO créée par Saverio Costanzo.

## Théâtre
- Museum, mise en scène de Renato Carpentieri (2006)
- Zingari, mise en scène de Davide Iodice (2006)
- Io sono Crispi, mise en scène de Claudio Di Palma (2006)
- Come vi piace, mise en scène de Loredana Scaramella (2007)
- Kamikaze, mise en scène de MK (2010)
- Brand, mise en scène de Tommaso Tuzzoli (2010)
- Madame, mise en scène de Paula Diogo (2010)
- Incendi, mise en scène d'Agnese Cornelio (2011)
- Tutto ciò che è grande è nella tempesta, mise en scène d'Andrea De Rosa (2011)
- Guardami, mise en scène de Pierpaolo Sepe (2011)
- Altare per voce sola: Maria, mise en scène d'Antonio Latella (2011)
- Frateme, mise en scène de Benedetto Sicca (2012)
- Don Giovanni, a cenar teco, mise en scène d'Antonio Latella (2012)
- Francamente me ne infischio!, mise en scène d'Antonio Latella (2013)
- C'è del pianto in queste lacrime, mise en scène d'Antonio Latella (2013)
- Occhi gettati, mise en scène de Francesco Saponaro (2013)
- Natale in casa Cupiello, mise en scène d'Antonio Latella (2014)
- Ti regalo la mia morte, Veronika, mise en scène d'Antonio Latella (2015)
- Some girls, mise en scène de Marcello Cotugno (2017)

## Filmographie partielle

### Au cinéma
- 2003 : I cinghiali di Portici (it) de  Diego Olivares : Mimosa
- 2003 : Segui le ombre (it) de Lucio Gaudino : Luisa
- 2006 : Perversion (Mare nero) de Roberta Torre : Prima Entreneuse
- 2007 : Una notte (it) de Toni D'Angelo : Romy (comme Valentina Vacca)
- 2007 : Senza amore (it) de Renato Giordano : Maria
- 2013 : Esterno sera (it) de Barbara Rossi Prudente : Alba (comme Valentina Vacca)
- 2016 : Pericle il nero de Stefano Mordini : Anna
- 2018 : In quel preciso istante  (court métrage)
- 2019 : Forgiveness : Elle
- 2021 : Querido Fidel (it) : Carmela (court métrage)

### À la télévision
- 2003 : La squadra (it) de Stefano Alleva
- 2004 : Un giorno per sempre de M.A. Graffeo
- 2004 : Nebbie e delitti de Riccardo Donna
- 2008 : Il commissario De Luca (it), épisode Carta bianca, réalisé par Antonio Frazzi (comme Valentina Vacca) (série télévisée, 1 épisode)
- 2018-2020 : L'Amie prodigieuse, réalisé par Saverio Costanzo et Alice Rohrwacher (série télévisée, 13 épisodes) : Nunzia Cerullo
- 2021 : I bastardi di Pizzofalcone (it) de Monica Vullo (série TV, épisode 3x05, I bastardi di Pizzofalcone 3)

## Récompenses et distinctions
- 2003 : prix « Citation |La parola e il gesto »
- 2007 : prix Fersen pour Appunti per uno sguardo teatrale su Tina Modotti
- 2013 : prix Ubu (it) de la meilleure actrice principale pour son rôle de Rossella O’Hara dans Francamente me ne infischio[1]

- (en) Valentina Acca: Awards, sur l'Internet Movie Database